# Neriene calozonata
Neriene calozonata är en spindelart som beskrevs av Chen och Zhu 1989. Neriene calozonata ingår i släktet Neriene och familjen täckvävarspindlar. Inga underarter finns listade i Catalogue of Life.